# Eunidia nigrovittipennis
Eunidia nigrovittipennis är en skalbaggsart som beskrevs av Stefan von Breuning 1961. Eunidia nigrovittipennis ingår i släktet Eunidia och familjen långhorningar. Inga underarter finns listade i Catalogue of Life.